# Eco (mitología)

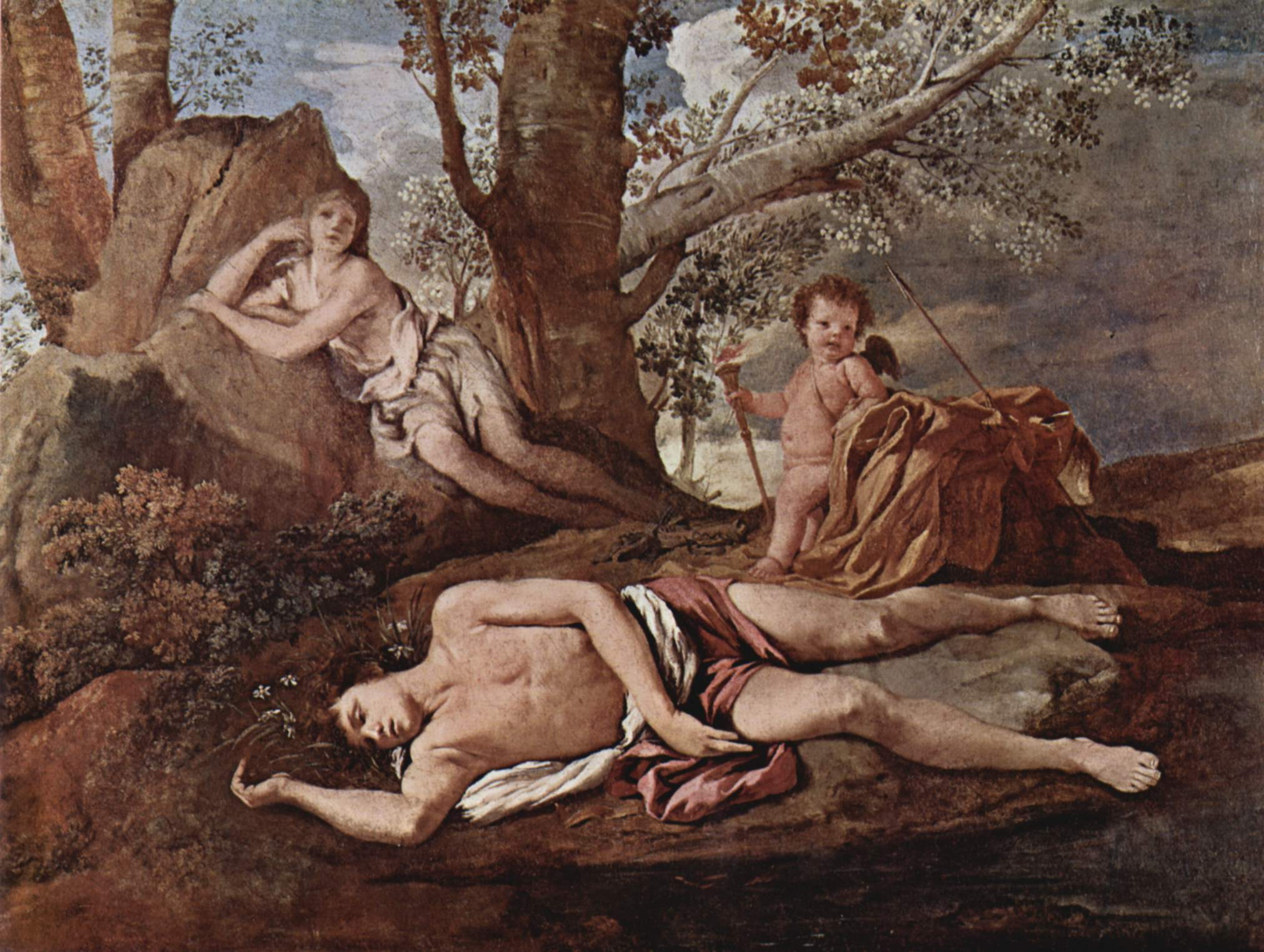
Eco y Narciso, Nicolas Poussin, h. 1629-1630, Museo de Louvre.

En la mitología griega, Eco (en griego antiguo, Ἠχώ: Êkhố) es una ninfa de monte Citerón —esto es, una de las oréades—, que amaba su propia voz. Se dice que la madre de Eco era una ninfa y su padre un mero mortal pero nunca se los mencionan por el nombre. Eco pasaba la vida danzando y había sido instruida en el arte del canto y la música de mano de las propias musas.
Algunos alegan que Pan, envidiando la destreza musical de Eco, provocó la locura entre los hombres del lugar, quienes despedazaron a la ninfa y esparcieron por la tierra los fragmentos de su cuerpo que aún cantaban. También se dice que la propia Gea, favoreciendo a las musas, escondió los pedazos de Eco en su interior dando cobijo a su música y, por orden de las musas, el cuerpo de Eco todavía canta, imitando con perfecta semejanza el sonido de cualquier cosa terrenal.
Según la Suda, no obstante, Iinge nació fruto de la unión entre Pan y Eco. Otros dicen que de esa unión nació también Yambe. Se dice que un tal Aquiles, hijo de Zeus y de Lamia, era de una belleza irresistible y ganó un certamen de belleza contra Afrodita, en el que Pan era el juez. La diosa se irritó y puso en el corazón de Pan el amor de Eco y a Aquiles le hizo volverse tan feo y poco atractivo como antes había sido hermoso.

## Eco y Narciso

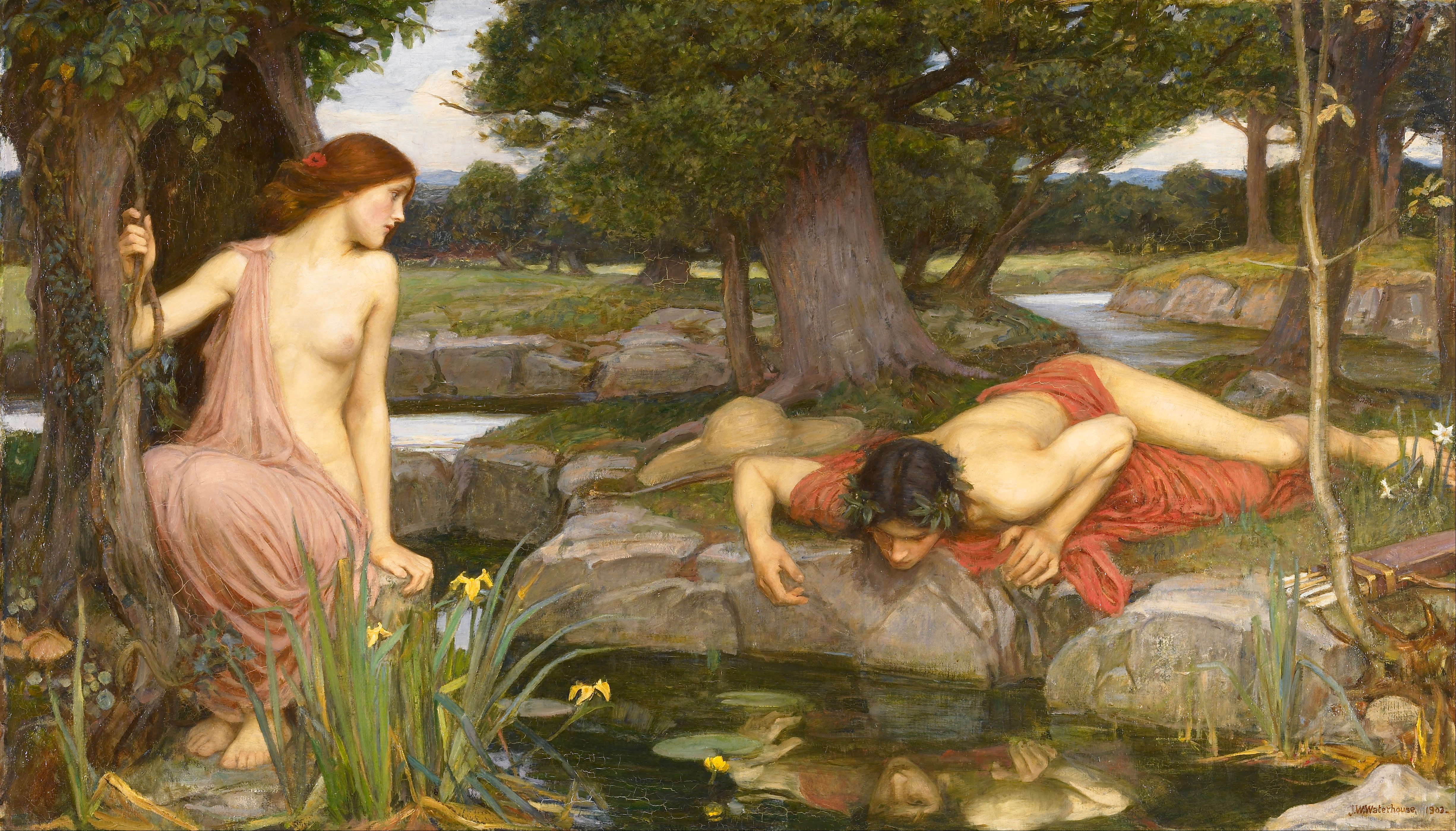
Eco y Narciso (William Waterhouse)

La hermosa  joven Eco era una ninfa de cuya boca salían las palabras más bellas jamás nombradas. Eco distraía a la diosa Hera mientras Zeus cortejaba a otras ninfas, dándoles así tiempo para escapar. Cuando Hera descubrió el engaño, castigó a Eco quitándole la voz y obligándola a repetir la última palabra que decía la persona con la que mantuviera la conversación. Incapaz de tomar la iniciativa en una conversación y limitada solo a repetir las palabras ajenas, Eco se tuvo que apartar del trato humano.
Retirada en el campo, Eco se enamoró del precioso cazador Narciso, hijo de la ninfa Liríope de Tespias y del dios-río Céfiso. Eco lo seguía todos los días sin ser vista, pero un día cometió una imprudencia, pisó una rama, y Narciso la descubrió. Eco buscó la ayuda de los animales del bosque como ninfa que era, para que le comunicaran a Narciso el amor que ella sentía, ya que ella no podía expresarlo.
Una vez que Narciso supo esto, se rio de ella, y Eco volvió a su cueva y permaneció allí hasta decaer.
Sobre Narciso, algunos cuentan que Aminias, un muchacho que también se había enamorado de Narciso, oró a los dioses, pidiendo que sufriera un amor no correspondido, como el que había hecho sufrir a otros. La oración fue respondida por Némesis, la que arruina a los soberbios, quien maldijo a Narciso a enamorarse de su propio reflejo. El joven terminó muriendo de desamor (otros dicen que se ahogó mirándose su rostro en el río) y bajó al Inframundo, donde fue atormentado para siempre por su propio reflejo en la laguna Estigia.

## Evocaciones artísticas
Se encuentra Eco con Narciso en el teatro del Siglo de Oro español (Pedro Calderón de la Barca: Eco y Narciso; Sor Juana Inés de la Cruz: El Divino Narciso). El diálogo con el eco pasa a ser en el Renacimiento una verdadera clase poética, ilustrado en las pastorales dramáticas, en la poesía lírica, en la ópera. Algunos poetas, como por ejemplo, Víctor Hugo, utilizan de buen grado la figura de la ninfa Eco o el fenómeno del eco para designar la voz y la actividad poética. Christina Rosenvinge dedica una canción a este mito en su álbum La joven Dolores.